# Partecipanti alla Kuurne-Bruxelles-Kuurne 2024
Elenco dei partecipanti alla Kuurne-Bruxelles-Kuurne 2024.
La Kuurne-Bruxelles-Kuurne 2024 è stata la settantasettesima edizione della corsa. Alla competizione presero parte venticinque squadre: diciassette iscritte con licenza UCI World Tour 2024 e otto UCI ProTeam.
Accreditati alla partenza 174 ciclisti.

## Corridori per squadra
Nota: R ritirato, NP non partito, FT fuori tempo, SQ squalificato
| Team Visma-Lease a Bike   | Team Visma-Lease a Bike   | Team Visma-Lease a Bike   | Soudal Quick-Step     | Soudal Quick-Step     | Soudal Quick-Step     | Lidl-Trek                       | Lidl-Trek                       | Lidl-Trek                       |
| ------------------------- | ------------------------- | ------------------------- | --------------------- | --------------------- | --------------------- | ------------------------------- | ------------------------------- | ------------------------------- |
| N°                        | Ciclista                  | Clas.                     | N°                    | Ciclista              | Clas.                 | N°                              | Ciclista                        | Clas.                           |
| 1                         | Tiesj Benoot              | R                         | 11                    | Julian Alaphilippe    | 111°                  | 21                              | Jasper Stuyven                  | 10°                             |
| 2                         | Wout Van Aert             | 1°                        | 12                    | Kasper Asgreen        | 88°                   | 22                              | Daan Hoole                      | R                               |
| 3                         | Dylan van Baarle          | 47°                       | 13                    | Josef Černý           | R                     | 23                              | Alex Kirsch                     | 15°                             |
| 4                         | Matteo Jorgenson          | 66°                       | 14                    | Yves Lampaert         | 27°                   | 24                              | Jonathan Milan                  | NP                              |
| 5                         | Christophe Laporte        | 4°                        | 15                    | Luke Lamperti         | 7°                    | 25                              | Toms Skujiņš                    | 17°                             |
| 6                         | Jan Tratnik               | 112°                      | 16                    | Casper Pedersen       | 58°                   | 26                              | Mathias Vacek                   | 110°                            |
| 7                         | Per Strand Hagenes        | 64°                       | 17                    | Martin Svrček         | R                     | 27                              | Edward Theuns                   | R                               |
| Bora-Hansgrohe            | Bora-Hansgrohe            | Bora-Hansgrohe            | Arkéa-B&B Hotels      | Arkéa-B&B Hotels      | Arkéa-B&B Hotels      | Decathlon AG2R La Mondiale Team | Decathlon AG2R La Mondiale Team | Decathlon AG2R La Mondiale Team |
| N°                        | Ciclista                  | Clas.                     | N°                    | Ciclista              | Clas.                 | N°                              | Ciclista                        | Clas.                           |
| 31                        | Bob Jungels               | 98°                       | 41                    | Arnaud Démare         | 44°                   | 51                              | Edvald Boasson Hagen            | 74°                             |
| 32                        | Marco Haller              | 72°                       | 42                    | Luca Mozzato          | 84°                   | 52                              | Dries De Bondt                  | R                               |
| 33                        | Emil Herzog               | R                         | 43                    | Mathis Le Berre       | 114°                  | 53                              | Sander De Pestel                | 49°                             |
| 34                        | Jonas Koch                | 71°                       | 44                    | Donavan Grondin       | 83°                   | 54                              | Pierre Gautherat                | R                               |
| 35                        | Luis-Joe Lührs            | R                         | 45                    | Łukasz Owsian         | 50°                   | 55                              | Oliver Naesen                   | 16°                             |
| 36                        | Jordi Meeus               | 12°                       | 46                    | Alan Riou             | R                     | 56                              | Rasmus Søjberg Pedersen         | R                               |
| 37                        | Cesare Benedetti          | 82°                       | 47                    | Miles Scotson         | 56°                   | 57                              | Damien Touzé                    | 20°                             |
| Bahrain Victorious        | Bahrain Victorious        | Bahrain Victorious        | Intermarché-Wanty     | Intermarché-Wanty     | Intermarché-Wanty     | Alpecin-Deceuninck              | Alpecin-Deceuninck              | Alpecin-Deceuninck              |
| N°                        | Ciclista                  | Clas.                     | N°                    | Ciclista              | Clas.                 | N°                              | Ciclista                        | Clas.                           |
| 61                        | Matej Mohorič             | 79°                       | 71                    | Vito Braet            | 60°                   | 81                              | Jasper Philipsen                | 92°                             |
| 62                        | Kamil Gradek              | R                         | 72                    | Biniam Girmay         | 122°                  | 82                              | Robbe Ghys                      | 102°                            |
| 63                        | Fran Miholjević           | R                         | 73                    | Madis Mihkels         | 14°                   | 83                              | Søren Kragh Andersen            | 94°                             |
| 64                        | Matevž Govekar            | 78°                       | 74                    | Hugo Page             | R                     | 84                              | Timo Kielich                    | 116°                            |
| 65                        | Andrea Pasqualon          | 46°                       | 75                    | Adrien Petit          | 22°                   | 85                              | Senne Leysen                    | R                               |
| 66                        | Fred Wright               | 21°                       | 76                    | Mike Teunissen        | 13°                   | 86                              | Juri Hollmann                   | 95°                             |
| 67                        | Alberto Bruttomesso       | R                         | 77                    | Gerben Thijssen       | 65°                   | 87                              | Edward Planckaert               | 117°                            |
| Groupama-FDJ              | Groupama-FDJ              | Groupama-FDJ              | UAE Team Emirates     | UAE Team Emirates     | UAE Team Emirates     | Astana Qazaqstan Team           | Astana Qazaqstan Team           | Astana Qazaqstan Team           |
| N°                        | Ciclista                  | Clas.                     | N°                    | Ciclista              | Clas.                 | N°                              | Ciclista                        | Clas.                           |
| 91                        | Lewis Askey               | R                         | 101                   | Tim Wellens           | 2°                    | 111                             | Cees Bol                        | R                               |
| 92                        | Sven Erik Bystrøm         | R                         | 102                   | António Morgado       | 48°                   | 112                             | Evgenij Fëdorov                 | 39°                             |
| 93                        | Olivier Le Gac            | 77°                       | 103                   | Álvaro Hodeg          | R                     | 113                             | Samuele Battistella             | R                               |
| 94                        | Fabian Lienhard           | 40°                       | 104                   | Gibbe Staes           | R                     | 114                             | Max Kanter                      | 23°                             |
| 95                        | Laurence Pithie           | 43°                       | 105                   | Nils Politt           | 26°                   | 115                             | Ide Schelling                   | 109°                            |
| 96                        | Clément Russo             | 76°                       | 106                   | Michael Vink          | 52°                   | 116                             | Rüdiger Selig                   | R                               |
| 97                        | Samuel Watson             | 91°                       | 107                   | Filippo Baroncini     | 31°                   | 117                             | Max Walker                      | 81°                             |
| Team DSM-Firmenich PostNL | Team DSM-Firmenich PostNL | Team DSM-Firmenich PostNL | Ineos Grenadiers      | Ineos Grenadiers      | Ineos Grenadiers      | Lotto Dstny                     | Lotto Dstny                     | Lotto Dstny                     |
| N°                        | Ciclista                  | Clas.                     | N°                    | Ciclista              | Clas.                 | N°                              | Ciclista                        | Clas.                           |
| 121                       | John Degenkolb            | 62°                       | 131                   | Connor Swift          | 63°                   | 141                             | Cédric Beullens                 | 54°                             |
| 122                       | Pavel Bittner             | 103°                      | 132                   | Leo Hayter            | R                     | 142                             | Jasper De Buyst                 | 24°                             |
| 123                       | Nils Eekhoff              | 5°                        | 133                   | Salvatore Puccio      | 86°                   | 143                             | Arjen Livyns                    | 93°                             |
| 124                       | Sean Flynn                | R                         | 134                   | Luke Rowe             | 89°                   | 144                             | Alec Segaert                    | 53°                             |
| 125                       | Frank van den Broek       | 55°                       | 136                   | Ben Turner            | 19°                   | 145                             | Lionel Taminiaux                | 8°                              |
| 126                       | Niklas Märkl              | 104°                      | 137                   | Cameron Wurf          | R                     | 146                             | Brent Van Moer                  | 73°                             |
| 127                       | Bram Welten               | R                         |                       |                       |                       | 147                             | Victor Campenaerts              | 101°                            |
| Cofidis                   | Cofidis                   | Cofidis                   | TotalEnergies         | TotalEnergies         | TotalEnergies         | Team Jayco AlUla                | Team Jayco AlUla                | Team Jayco AlUla                |
| N°                        | Ciclista                  | Clas.                     | N°                    | Ciclista              | Clas.                 | N°                              | Ciclista                        | Clas.                           |
| 151                       | Axel Zingle               | 121°                      | 161                   | Lucas Boniface        | 115°                  | 171                             | Luke Durbridge                  | 69°                             |
| 152                       | Piet Allegaert            | R                         | 162                   | Thomas Bonnet         | R                     | 172                             | Amund Grøndahl Jansen           | 100°                            |
| 153                       | Nicolas Debeaumarché      | 97°                       | 163                   | Thomas Gachignard     | 96°                   | 173                             | Christopher Juul Jensen         | 99°                             |
| 154                       | Aimé De Gendt             | 51°                       | 164                   | Émilien Jeannière     | 6°                    | 174                             | Blake Quick                     | R                               |
| 155                       | Alexis Gougeard           | R                         | 165                   | Jason Tesson          | R                     | 175                             | Campbell Stewart                | 67°                             |
| 156                       | Alexis Renard             | R                         | 166                   | Anthony Turgis        | 32°                   | 176                             | Max Walscheid                   | 38°                             |
| 157                       | Nolann Mahoudo            | R                         | 167                   | Dries Van Gestel      | 18°                   | 177                             | Lawson Craddock                 | R                               |
| Movistar Team             | Movistar Team             | Movistar Team             | Team Flanders-Baloise | Team Flanders-Baloise | Team Flanders-Baloise | Israel-Premier Tech             | Israel-Premier Tech             | Israel-Premier Tech             |
| N°                        | Ciclista                  | Clas.                     | N°                    | Ciclista              | Clas.                 | N°                              | Ciclista                        | Clas.                           |
| 181                       | Iván García Cortina       | 11°                       | 191                   | Kamiel Bonneu         | R                     | 201                             | Dylan Teuns                     | 59°                             |
| 182                       | Johan Jacobs              | 33°                       | 192                   | Lars Craps            | 80°                   | 202                             | Pier-André Côté                 | 25°                             |
| 183                       | Oier Lazkano              | 3°                        | 193                   | Alex Colman           | R                     | 203                             | Hugo Hofstetter                 | 29°                             |
| 184                       | Manlio Moro               | R                         | 194                   | Jules Hesters         | 68°                   | 204                             | Krists Neilands                 | 75°                             |
| 185                       | Mathias Norsgaard         | 45°                       | 195                   | Elias Maris           | 113°                  | 205                             | Riley Pickrell                  | R                               |
| 186                       | Gonzalo Serrano           | 41°                       | 196                   | Dylan Vandenstorme    | R                     | 206                             | Riley Sheehan                   | 37°                             |
| 187                       | Albert Torres             | R                         | 197                   | Victor Vercouillie    | R                     | 207                             | Ethan Vernon                    | R                               |
| Uno-X Mobility            | Uno-X Mobility            | Uno-X Mobility            | Bingoal WB            | Bingoal WB            | Bingoal WB            | Q36.5 Pro Cycling Team          | Q36.5 Pro Cycling Team          | Q36.5 Pro Cycling Team          |
| N°                        | Ciclista                  | Clas.                     | N°                    | Ciclista              | Clas.                 | N°                              | Ciclista                        | Clas.                           |
| 211                       | Alexander Kristoff        | 118°                      | 221                   | Louis Blouwe          | R                     | 231                             | Tom Devriendt                   | 61°                             |
| 212                       | Jonas Abrahamsen          | 120°                      | 222                   | Cériel Desal          | 35°                   | 232                             | Tobias Ludvigsson               | 42°                             |
| 213                       | Erik Resell               | 119°                      | 223                   | Davide Persico        | R                     | 233                             | Nicolò Parisini                 | 28°                             |
| 214                       | William Blume Levy        | 70°                       | 224                   | Luca Van Boven        | 57°                   | 234                             | Szymon Sajnok                   | 34°                             |
| 215                       | Søren Wærenskjold         | 105°                      | 225                   | Kenneth Van Rooy      | 30°                   | 235                             | Jannik Steimle                  | 108°                            |
| 216                       | Louis Bendixen            | R                         | 226                   | Jelle Vermoote        | R                     | 236                             | Rory Townsend                   | 90°                             |
| 217                       | Stian Fredheim            | R                         | 227                   | Jens Reynders         | 36°                   | 237                             | Nickolas Zukowsky               | 107°                            |
| Tudor Pro Cycling Team    |                           |                           |                       |                       |                       |                                 |                                 |                                 |
| N°                        | Ciclista                  | Clas.                     |                       |                       |                       |                                 |                                 |                                 |
| 241                       | Tom Bohli                 | R                         |                       |                       |                       |                                 |                                 |                                 |
| 242                       | Miká Heming               | R                         |                       |                       |                       |                                 |                                 |                                 |
| 243                       | Robin Froidevaux          | 87°                       |                       |                       |                       |                                 |                                 |                                 |
| 244                       | Petr Kelemen              | R                         |                       |                       |                       |                                 |                                 |                                 |
| 245                       | Alexander Krieger         | 106°                      |                       |                       |                       |                                 |                                 |                                 |
| 246                       | Marius Mayrhofer          | 9°                        |                       |                       |                       |                                 |                                 |                                 |
| 247                       | Matteo Trentin            | 85°                       |                       |                       |                       |                                 |                                 |                                 |